# Каширський повіт

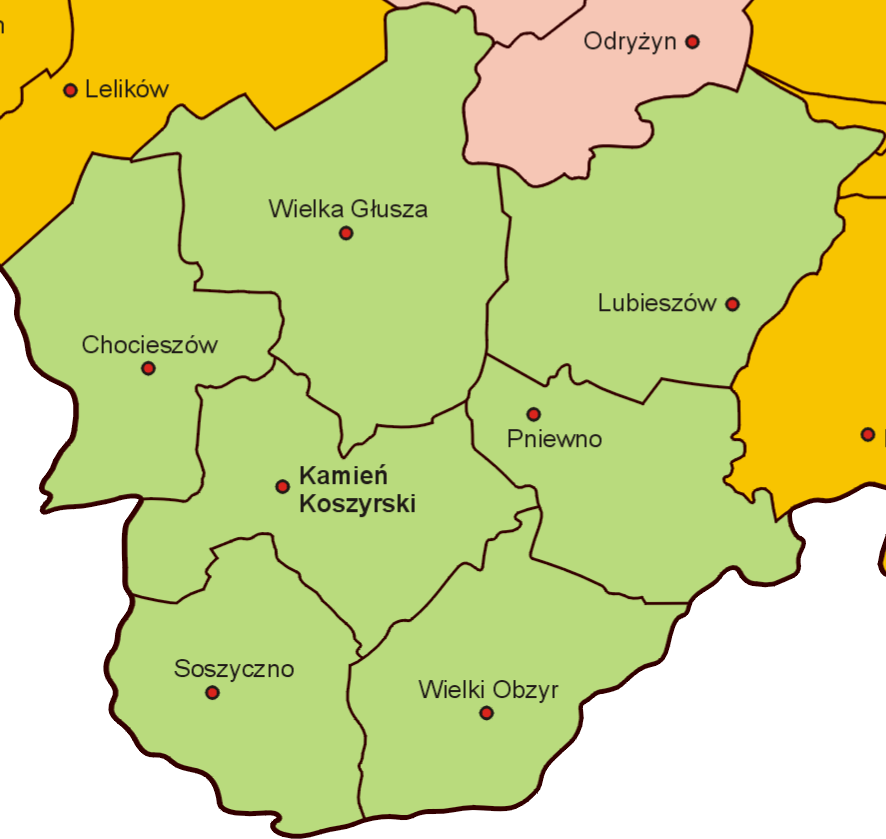
Каширський повіт

Каширський повіт (пол. Powiat koszyrski) — історична адміністративно-територіальна одиниця в складі Поліського воєводства II Речі Посполитої та СРСР.

## Історія
Утворений 12 грудня 1920 р. з частини Ковельського повіту (гміни: Хотешів, Леликів, Велика Глуша, Сошично, Боровно і Камінь Каширський). Адміністративним центром було містечко Камінь-Каширський. У склад повіту входило 6 сільських гмін.
19 лютого 1921 р. увійшов до складу новоутвореного Поліського воєводства.
15 грудня 1926 р. вилучено ґміну Леликів до Кобринського повіту, натомість з Пінського повіту передано ґміни Любешів і Угриніче.
Розпорядженням Ради Міністрів 19 березня 1928 р. з ґміни Леликів Кобринського повіту вилучені села Почапи, Вілька Щитинська і Залухів та включені до ґміни Велика Глуша Каширського повіту.
5 серпня 1929 р. ґміна Угриніче перейменована на ґміну Пнєвно.
27 листопада 1939 р. включений до новоутвореної Волинської області. 17 січня 1940 р. повіт ліквідований у зв'язку з переформатуванням на  і и.
17 січня 1940 р. повіт ліквідований у зв'язку з утворенням районів — кожен із кількох ґмін:
- Любешівський район — з сільських ґмін Велика Глуша, Любешів і Пнєвно;
- Камінь-Каширський район — з сільських ґмін Боровно, Камінь-Каширський і Сошично;
- сільська ґміна Хотешів відійшла до Ратнівського району.

## Адміністративний поділ
Міських ґмін немає.
Сільські ґміни:
1. Ґміна Боровно
2. Ґміна Велика Глуша
3. Ґміна Камінь-Каширський
4. Ґміна Леликів — до 1926. Передано до Кобринського повіту
5. Ґміна Любешів — від 1926. Передано з Пінського повіту
6. Ґміна Пнєвно (Угриничі) — від 1926. Передано з Пінського повіту
7. Ґміна Сошично
8. Ґміна Хотешів